# 2191 Упсала
2191 Упсала (енгл. 2191 Uppsala) је астероид главног астероидног појаса са пречником од приближно 17,54 .
Афел астероида је на удаљености од 3,266 астрономских јединица (АЈ) од Сунца, а перихел на 2,770 АЈ.
Ексцентрицитет орбите износи 0,082, инклинација (нагиб) орбите у односу на раван еклиптике 9,024 степени, а орбитални период износи 1915,426 дана (5,244 година).
Апсолутна магнитуда астероида је 11,30 а геометријски албедо 0,173.
Астероид је откривен . 1959. године.